# Cultura di Varna

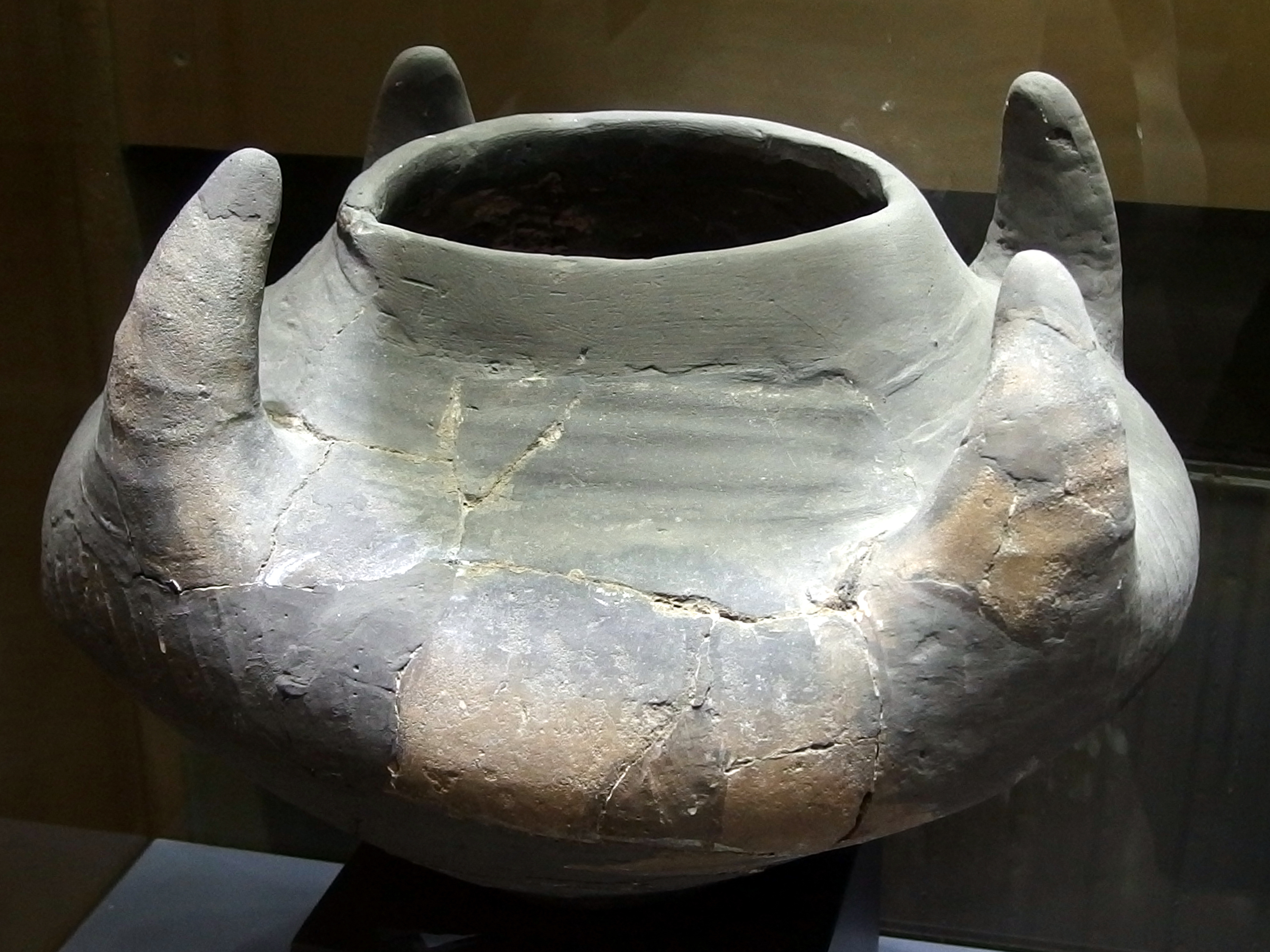
Ceramiche

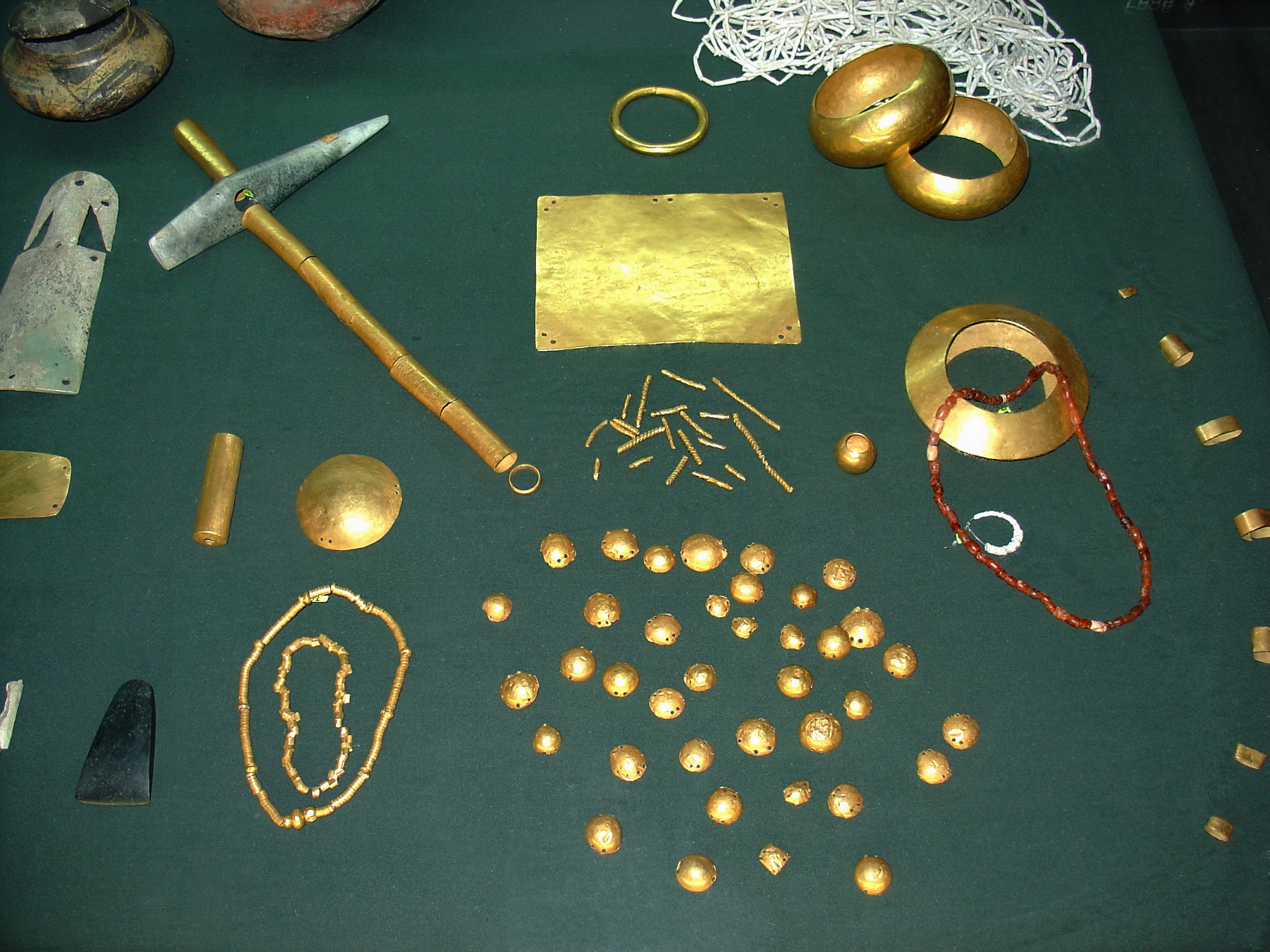
Oggetti in oro

La cultura di Varna fu una cultura del tardo Calcolitico del nord-est della Bulgaria. È convenzionalmente datata tra il 4400-4100 a.C. e fu strettamente connessa con quella di Gumelnita nel sud della Romania, di cui è spesso considerata come una variante locale.
È caratterizzata da ceramiche policrome e ricchi cimiteri, i più famosi dei quali sono la Necropoli di Varna, il sito omonimo, e il complesso di Durankulak, che comprende il più grande cimitero preistorico dell'Europa sud-orientale. Nella necropoli sono state trovate 294 tombe, molte contenenti sofisticati oggetti di rame e oro, ceramiche (circa 600 pezzi, tra cui quelle dipinte d'oro), lame di selce di alta qualità e ossidiana, perline e conchiglie. Il sito fu scoperto per caso nel mese di ottobre del 1972.
I risultati hanno mostrato che la cultura Varna aveva rapporti commerciali con terre lontane, forse anche la regione del Volga inferiore e le Cicladi.